# Station Kujo (Kyoto)
Station Kujō (九条駅, Kujō-eki) is een metrostation in de wijk Minami-ku in de Japanse stad  Kyoto. Het wordt aangedaan door de Karasuma-lijn. Het station heeft twee sporen, gelegen aan een enkel eilandperron.

## Treindienst

### Metro van Kyoto
Het station heeft het nummer K12.
| 1 | ■ Karasuma-lijn | richting Takeda                                |
| 2 | ■ Karasuma-lijn | richting Kyoto, Karasuma Oike en Kokusaikaikan |

## Geschiedenis
Het station werd in 1988 geopend.

## Overig openbaar vervoer
Bussen 16, 19, 71, 78, 81, 84, 202, 207 en 208.

## Stationsomgeving
- Bibliotheek van Minami-ku
- Hotel Daiichi Kyoto
- Minami Karasuma-park
- Karasuma-dōri
- Joshin (huishoudelijke apparaten)
- Lawson
- 7-Eleven

Kokusaikaikan · Matsugasaki · Kitayama · Kitaōji · Kuramaguchi · Imadegawa · Marutamachi · Karasuma Oike · Shijō · Gojō · Kyoto · Kujō · Jūjō · Kuinabashi · Takeda (>> doorgaande lijnen via de Kintetsu Kyoto-lijn)